# نوربرت كلاين
نوربرت كلاين (بالألمانية: Norbert Johann Klein)‏ (و. 1866 – 1933 م) هو كاهن كاثوليكي، من النمسا، توفي في برونتال، عن عمر يناهز 67 عاماً.

## مناصب
تولى منصب سيد فرسان تيوتون الأكبر ‏ (1863–1894)، وأسقف.